# Бисэйский телескоп сопровождения астероидов для быстрых обзоров
Бисэйский телескоп сопровождения астероидов для быстрых обзоров (англ. Bisei Asteroid Tracking Telescope for Rapid Survey, BATTeRS) — астрономический обзор, основанный в 2000 году в обсерватории Бисэйской станции космического патруля (Япония). Основная цель обзора: обнаружение и наблюдение околоземных астероидов, комет и космического мусора. В ходе обзора было открыто 204 астероида и одна комета.